# Kamienica przy ul. Jainty 18 w Bytomiu

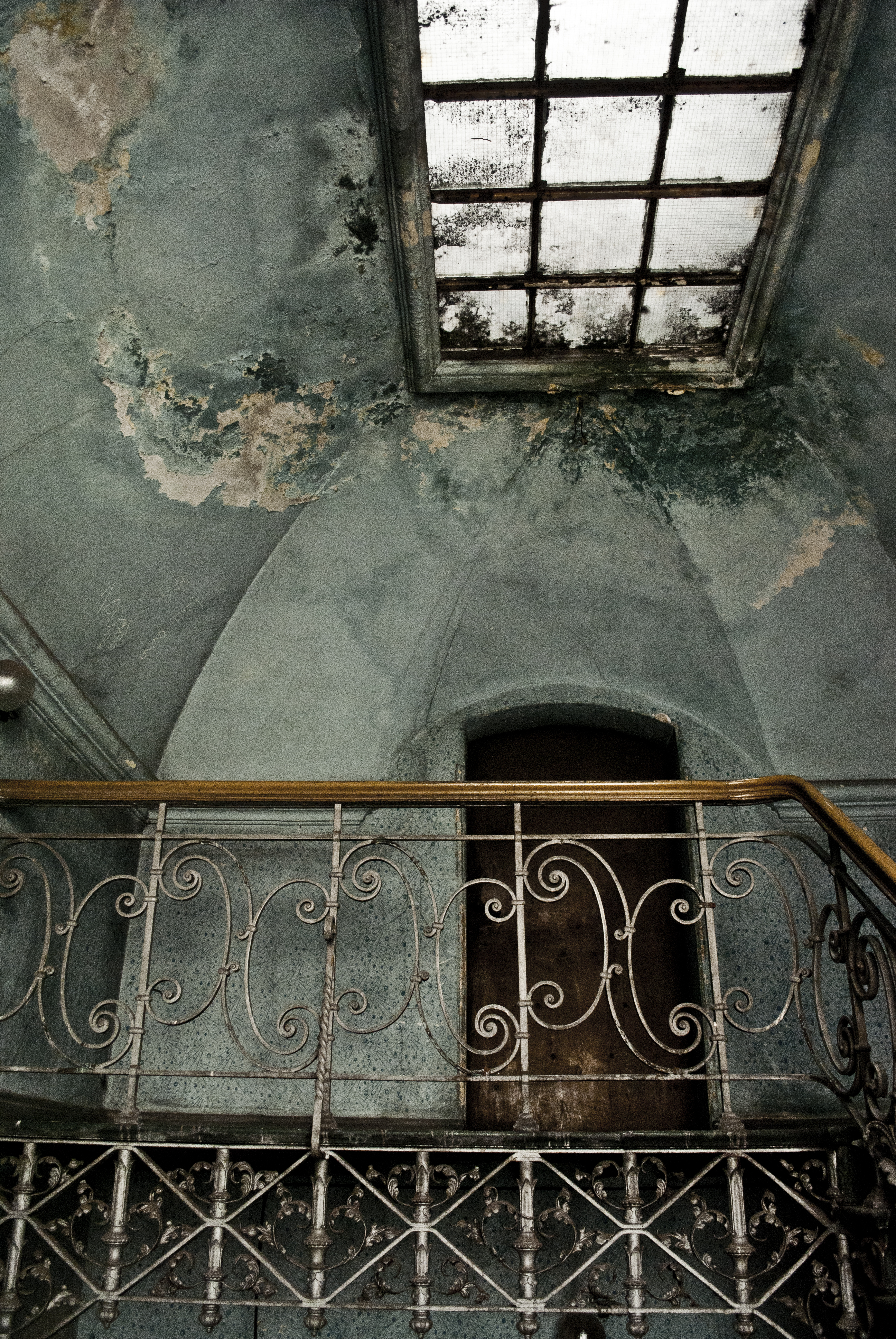
Wnętrze kamienicy (2011)

Kamienica przy ul. Jainty 18 w Bytomiu – kamienica czynszowa z 1920 roku w Bytomiu , wpisana do rejestru zabytków nieruchomych województwa śląskiego.
Kamienicę pochodzącą z 1920 roku zaprojektował Konrad Segnitz . Jest to pięciokondygnacyjny budynek w stylu eklektycznym z elementami secesyjnymi, którego elewacja frontowa wykonana została z czerwonej cegły. Ponad oknami drugiego piętra umieszczono płaskorzeźby o motywach roślinno-zwierzęcych . Parter, na którym znajdują się pomieszczenia handlowe wykończony został piaskowcem. Na rogu kamienicy znajduje się wykusz zwieńczony wieżyczką. Od strony placu Kościuszki umieszczona została lukarna, natomiast od strony ul. Webera lukarna oraz dwa mniejsze wykusze.